# 拉夫內納科羅什凱姆市鎮
拉夫內納科羅什凱姆市鎮，是斯洛維尼亞北部卡林西亞傳統地區的一個市镇，行政中心為拉夫內納科羅什凱姆。市镇面积为 63.4平方公里，2018年人口数量为11,241人。該市镇设立於1994年。

## 聚居地
除了行政中心拉夫內納科羅什凱姆之外，該市镇還包括另外14个聚居地。

## 外部連結
- 维基共享资源上的相關多媒體資源：拉夫內納科羅什凱姆市鎮
- 官方网站  （斯洛文尼亚文）
- Municipality of Ravne na Koroškem on Geopedia （页面存档备份，存于）